# Village of Lisle-Benedictine University Sports Complex
Der Village of Lisle-Benedictine University Sports Complex ist ein Sportkomplex in Lisle, Illinois, der für American Football, Fußball, Baseball, Softball und Leichtathletik genutzt wird. Er befindet sich auf dem Campus der Benedictine University und wurde in Zusammenarbeit zwischen dem Ort und der Universität errichtet.
Der Sportkomplex wird derzeit von der Sportteams der Benedictine University Athletics genutzt. Von 2011 bis 2015 trugen die Chicago Red Stars aus der National Women’s Soccer League im Hauptstadion ihre Heimspiele aus. Im Jahr 2016 wurde es von den Chicago Machine aus der Major League Lacrosse genutzt.
Das 3000 Zuschauer fassende Hauptstadion für American Football und Fußball wird auch als Leichtathletikanlage genutzt und von einer Laufbahn mit neun Bahnen umgeben. Zudem ist das Stadion mit einer elektronischen Anzeigetafel und einer Flutlichtanlage ausgestattet.
Das Baseballstadion bietet Platz für bis zu 1100 Zuschauer.